# Giuliano Marrucci
 (février 2024).
La mise en forme du texte ne suit pas les recommandations de Wikipédia : il faut le « wikifier ».
Les points d'amélioration suivants sont les cas les plus fréquents. Le détail des points à revoir est peut-être précisé sur la page de discussion.
- Les titres sont pré-formatés par le logiciel. Ils ne sont ni en capitales, ni en gras.
- Le texte ne doit pas être écrit en capitales (les noms de famille non plus), ni en gras, ni en italique, ni en « petit »…
- Le gras n'est utilisé que pour surligner le titre de l'article dans l'introduction, une seule fois.
- L'italique est rarement utilisé : mots en langue étrangère, titres d'œuvres, noms de bateaux, etc.
- Les citations ne sont pas en italique mais en corps de texte normal. Elles sont entourées par des guillemets français : « et ».
- Les listes à puces sont à éviter, des paragraphes rédigés étant largement préférés. Les tableaux sont à réserver à la présentation de données structurées (résultats, etc.).
- Les appels de note de bas de page (petits chiffres en exposant, introduits par l'outil «  Source ») sont à placer entre la fin de phrase et le point final[comme ça].
- Les liens internes (vers d'autres articles de Wikipédia) sont à choisir avec parcimonie. Créez des liens vers des articles approfondissant le sujet. Les termes génériques sans rapport avec le sujet sont à éviter, ainsi que les répétitions de liens vers un même terme.
- Les liens externes sont à placer uniquement dans une section « Liens externes », à la fin de l'article. Ces liens sont à choisir avec parcimonie suivant les règles définies. Si un lien sert de source à l'article, son insertion dans le texte est à faire par les notes de bas de page.
- La présentation des références doit suivre les conventions bibliographiques. Il est recommandé d'utiliser les modèles {{Ouvrage}}, {{Chapitre}}, {{Article}}, {{Lien web}} et/ou {{Bibliographie}}. Le mode d'édition visuel peut mettre en forme automatiquement les références.
- Insérer une infobox (cadre d'informations à droite) n'est pas obligatoire pour parachever la mise en page.

Pour une aide détaillée, merci de consulter Aide:Wikification.
Si vous pensez que ces points ont été résolus, vous pouvez retirer ce bandeau et améliorer la mise en forme d'un autre article.
 (février 2024).
Giuliano Marrucci, né le 24 décembre 1976 à Mirano est un journaliste d'investigation italien.

## Biographie
Marrucci est né dans la ville de Mirano et a ensuite déménagé à Pise lorsqu'il était enfant en 1984. Il a obtenu un diplôme à l'institut technique des activités sociales "Chiara Gambacorti". Il est le fils d'Enrico Marrucci, député du Parti communiste italien.
À la fin des années 90, alors qu'il étudiait la physique à l'Université de Pise, il commença à réaliser des reportages en tant que vidéojournaliste indépendant en Inde, car son principal intérêt intellectuel était et est toujours le processus du «grand retour» sur le scène mondiale des «géants asiatiques» que sont l'Inde et la Chine.
De 2001 à 2022, il a été l'un des auteurs du populaire programme de journalisme d'investigation Report, sur Rai 3, de la télévision publique italienne. Depuis 2010, il collabore également au quotidien Il Fatto Quotidiano et depuis 2011 au Corriere della Sera.
En 2021, il a été l'un des fondateurs d'OttolinaTV, une web TV consacrée à l'actualité politique et économique italienne et internationale et aux perspectives culturelles. Le réseau a un agenda prochinois et prorusse et est un agent de propagande aligné sur le supposé point de vue des pays BRICS.
Marrucci est marié et père de deux enfants.

## Publications
- Cemento rosso. Il secolo cinese mattone dopo mattone, 2017, Mimesis.

## Prix
- Prix "Elio Botti - come acqua saliente", 2018, pour le programme de Report Goccia a goccia[5].